# Wilhelm Klinkerfues
Ernst Friedrich Wilhelm Klinkerfues (Hofgeismar, 29 de março de 1827 – Göttingen, 28 de janeiro de 1884) foi um astrônomo e meteorologista alemão. Descobriu seis cometas e publicou relatórios meteorológicos de precisão variada com base em suas medições meteorológicas.

## Formação
Klinkerfues nasceu em Hofgeismar, filho do médico do exército Johann Reinhard Klinkerfues e sua mulher Sabine (nascida Dedolph). Após a morte prematura de seus pais, foi criado por parentes e, após frequentar o ensino médio qualificou-se como agrimensor em Kassel. Nesta posição, posteriormente trabalhou na nova ferrovia Frankfurt am Main - Kassel.
De 1847 a 1851 Klinkerfues estudou matemática e astronomia na Universidade de Marburgo. Foi então assistente de Carl Friedrich Gauss no Observatório de Göttingen, onde completou seu doutorado com uma tese sobre cálculos de órbita de estrelas duplas (Uber eine neue Methode die Bahnen der Doppelsterne zu berechnen). Após a morte de Gauss em 1855, o matemático Wilhelm Eduard Weber substituiu-o como diretor, mas Klinkerfues seria temporariamente responsável pelo observatório a partir de 1861.

## Carreira
Klinkerfues descobriu 6 cometas e, em 1860, liderou uma expedição à Espanha para observar um eclipse solar. Foi finalmente nomeado "diretor de astronomia prática" em Göttingen em 1868. No entanto, o papel da seção de Klinkerfues do observatório era exclusivamente para lidar com o trabalho prático, o trabalho teórico sendo colocado nas mãos de Ernst Christian Julius Schering. Klinkerfues foi, como seu antecessor, autorizado a viver na ala leste do observatório, mas a divisão da organização do observatório entre as duas equipes seria uma fonte de conflito constante.
Em seu livro de 1871, Theoretische Astronomie, Klinkerfues descreveu como as órbitas dos corpos celestes no sistema solar podiam ser calculadas. No mesmo período, compilou um catálogo de cerca de 6 900 estrelas observadas.
Klinkerfues também tinha um interesse permanente em meteorologia, desenvolvendo um higrômetro, patenteado em 1877, que mais tarde foi fabricado em Göttingen por Wilhelm Lambrecht. Suas previsões meteorológicas, publicadas em jornais, revelaram-se muitas vezes incorretas, o que levou a parodiarem cruelmente seu sobrenome como "Flunkerkies". Sem se deixar abater por essa crítica, publicou um livro sobre o uso do higrômetro em 1875, e desenvolveu um detonador para uso na iluminação pública a gás de Göttingen. Também continuou a supervisionar alunos de doutorado, um dos quais foi Hermann Kobold.
Klinkerfues foi atormentado por dívidas durante grande parte de sua vida, exacerbadas por empreendimentos comerciais imprudentes. Ele tentou perseverar em seu trabalho astronômico, no decurso do qual, como seu obituário nos Monthly Notices of the Royal Astronomical Society observou, publicou muitos artigos que eram "singularmente legíveis e muitas vezes continham as ideias mais originais e sugestivas. Ocasionalmente, na verdade, eles eram completamente de um caráter curiosamente humorístico, introduzindo, por exemplo, as alegadas descobertas maravilhosas de um Professor Monkhouse imaginário". No entanto, ele continuou a ter problemas com o avanço profissional:

"Seria inútil e quase impossível tentar descrever como o astrônomo cordial e genial astrônomo falhou em assumir a posição entre seus colegas a que seus indubitavelmente grandes talentos naturais o intitulavam. Seu extremo descuido nos últimos anos em sua aparência externa foi certamente muito contra ele, mas o zelo incansável com que ele deu todo um curso de aulas, se necessário, mesmo para um único aluno, deveria ter falado a seu favor, como em certa medida sem dúvida o fez."

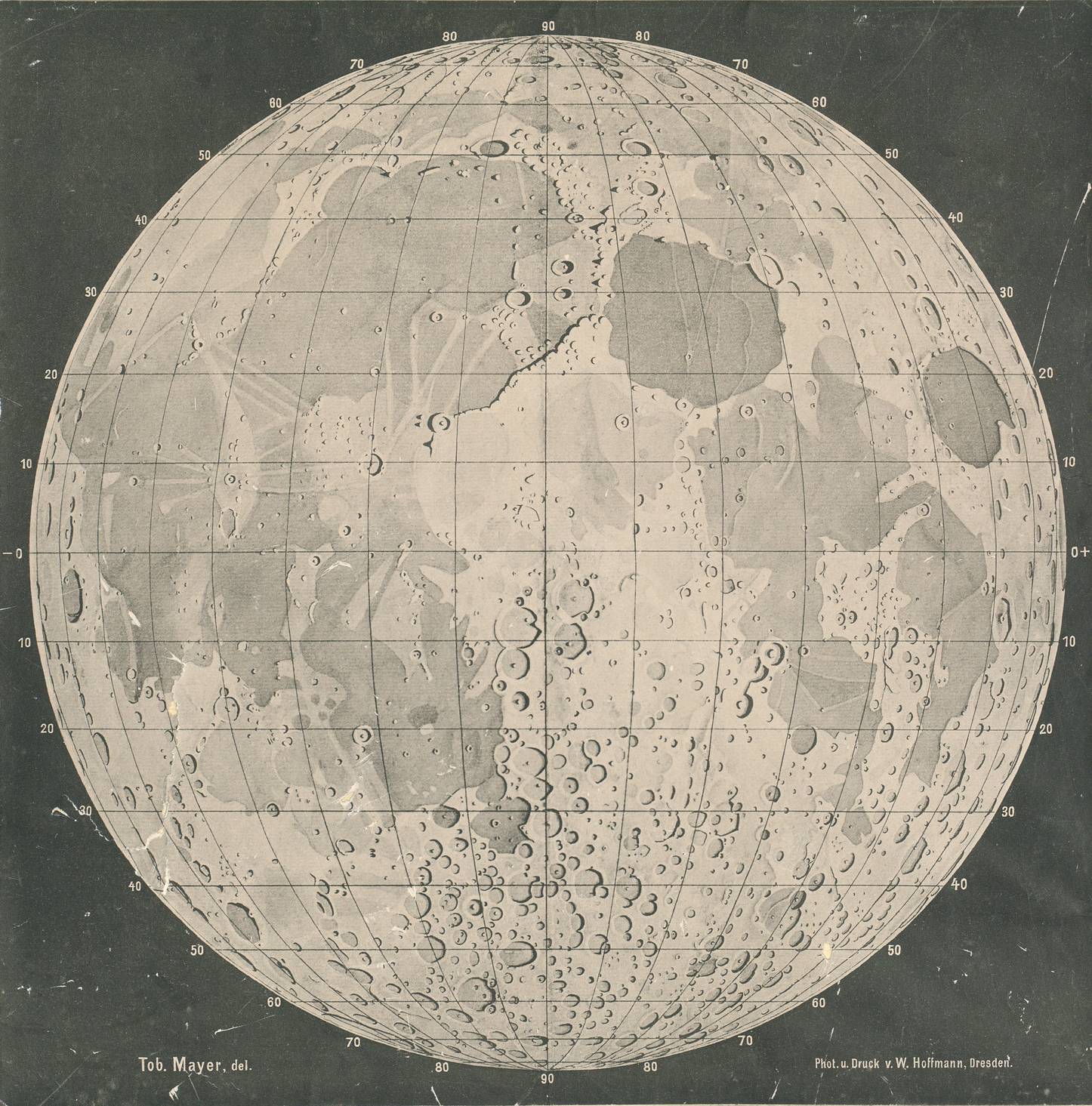
Mapa lunar de Tobias Mayer

Em 1881 publicou Tobias Mayer's grössere Mondkarte nebst Detailzeichnungen, um grande mapa da Lua e um conjunto de desenhos de Tobias Mayer que acumulou poeira na biblioteca do observatório por 130 anos.

## Morte
Os conflitos em curso no observatório, o declínio da saúde, problemas financeiros e outras decepções o levaram a se matar com um tiro em 28 de janeiro de 1884. Seus colegas de universidade tiveram que pagar pelo funeral.

## Honrarias
O asteroide 112328 Klinkerfues é nomeado em sua homenagem, assim como 6 cometas não periódicos.

## Obras
- Theoretische Astronomie, 1871, 1899,
- Theorie des Bifilar-Hygrometers, 1875
- Prinzipien der Spektralanalyse, 1879